# Sainte-Rose (Réunion)
Sainte-Rose is een gemeente in Réunion en telt 6545 inwoners (2005). De oppervlakte bedraagt 177,60 km², de bevolkingsdichtheid is 37 inwoners per km².
De top van de actieve vulkaan Piton de la Fournaise ligt op het grondgebied van de gemeente. Het gebied rond de vulkaan, met kraters, lavavelden en remparts is beschermd als onderdeel van het Nationaal Park Réunion.

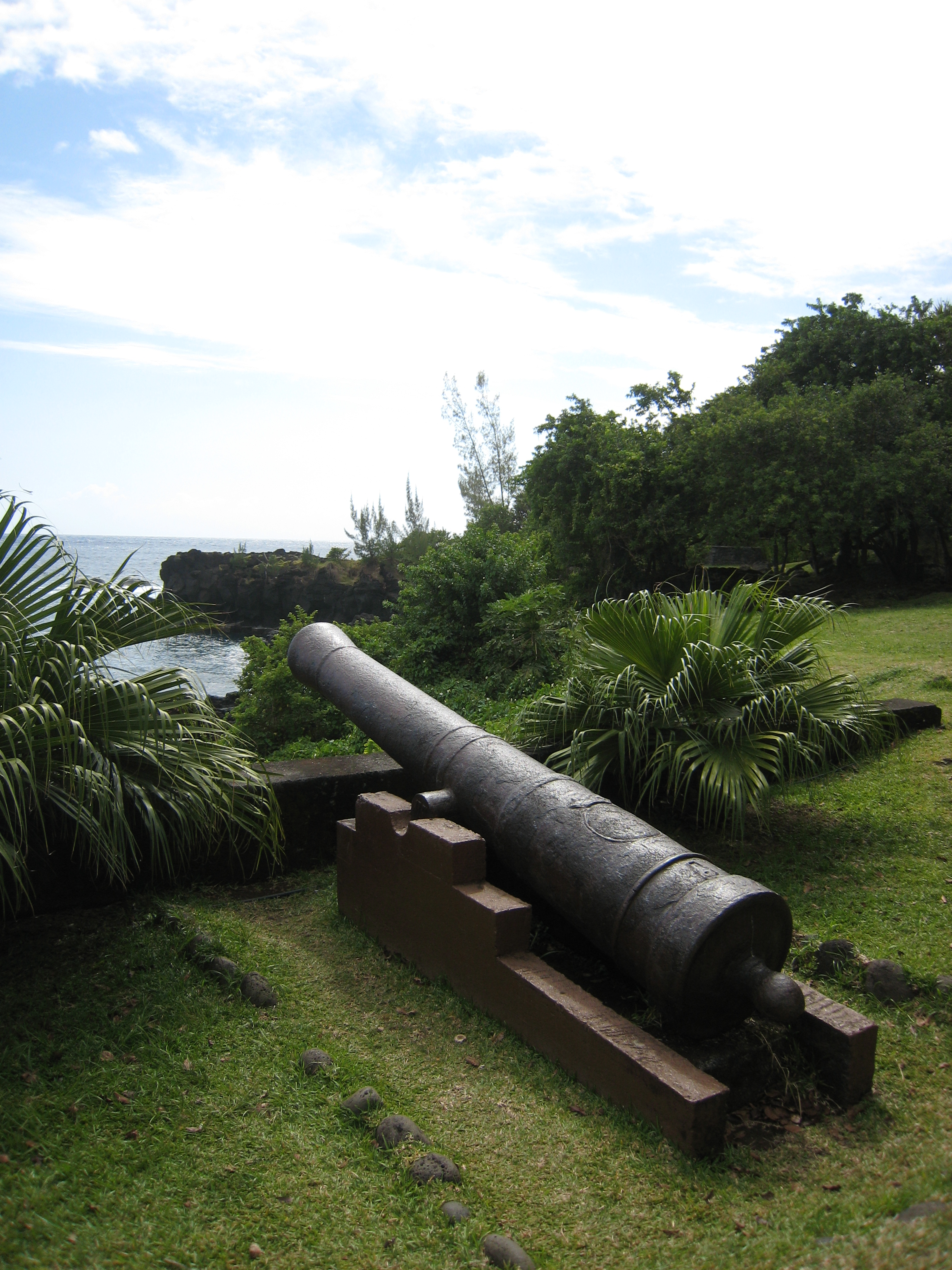
Oud kanon in de haven van Sainte-Rose
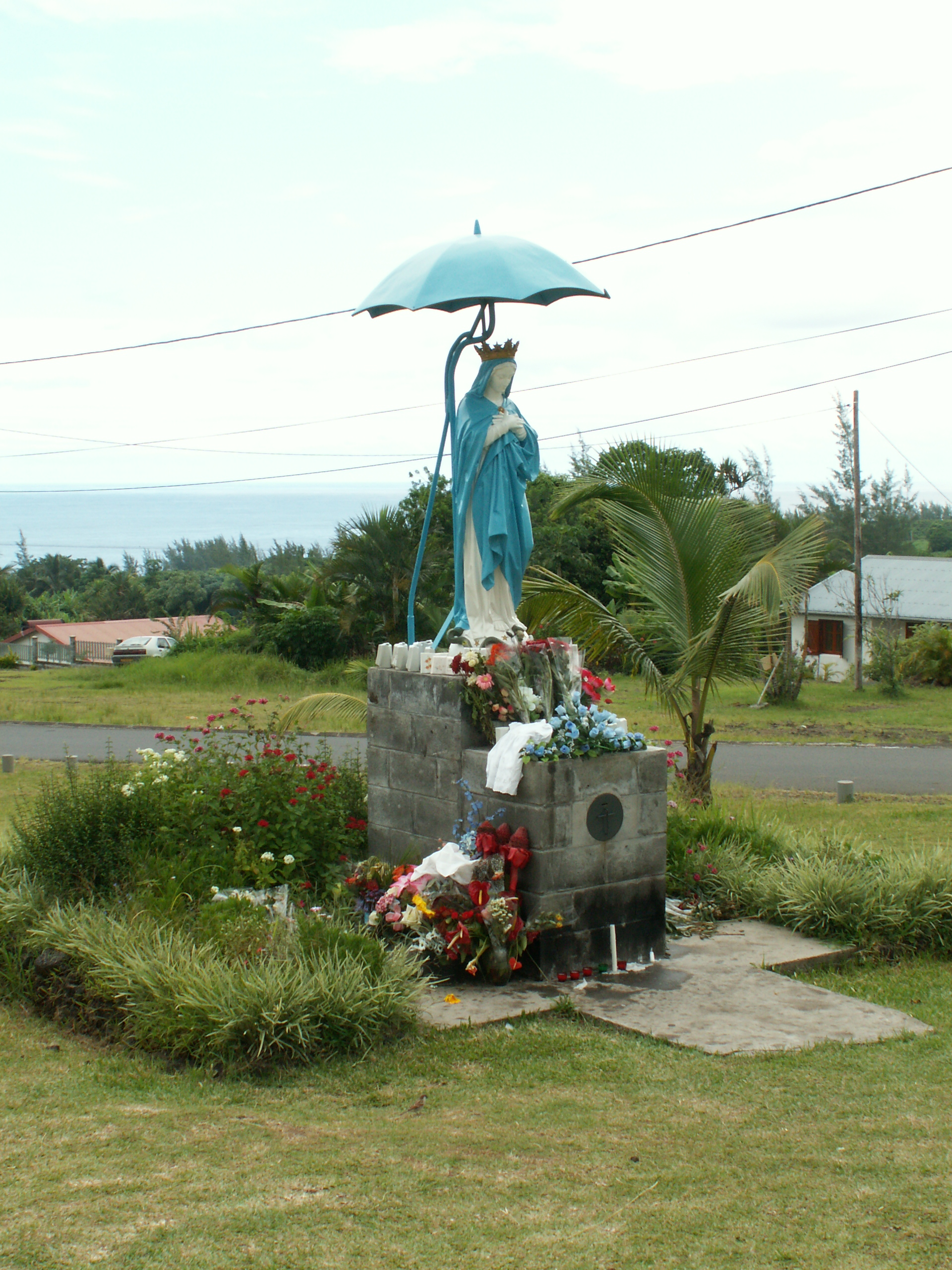
Mariabeeld
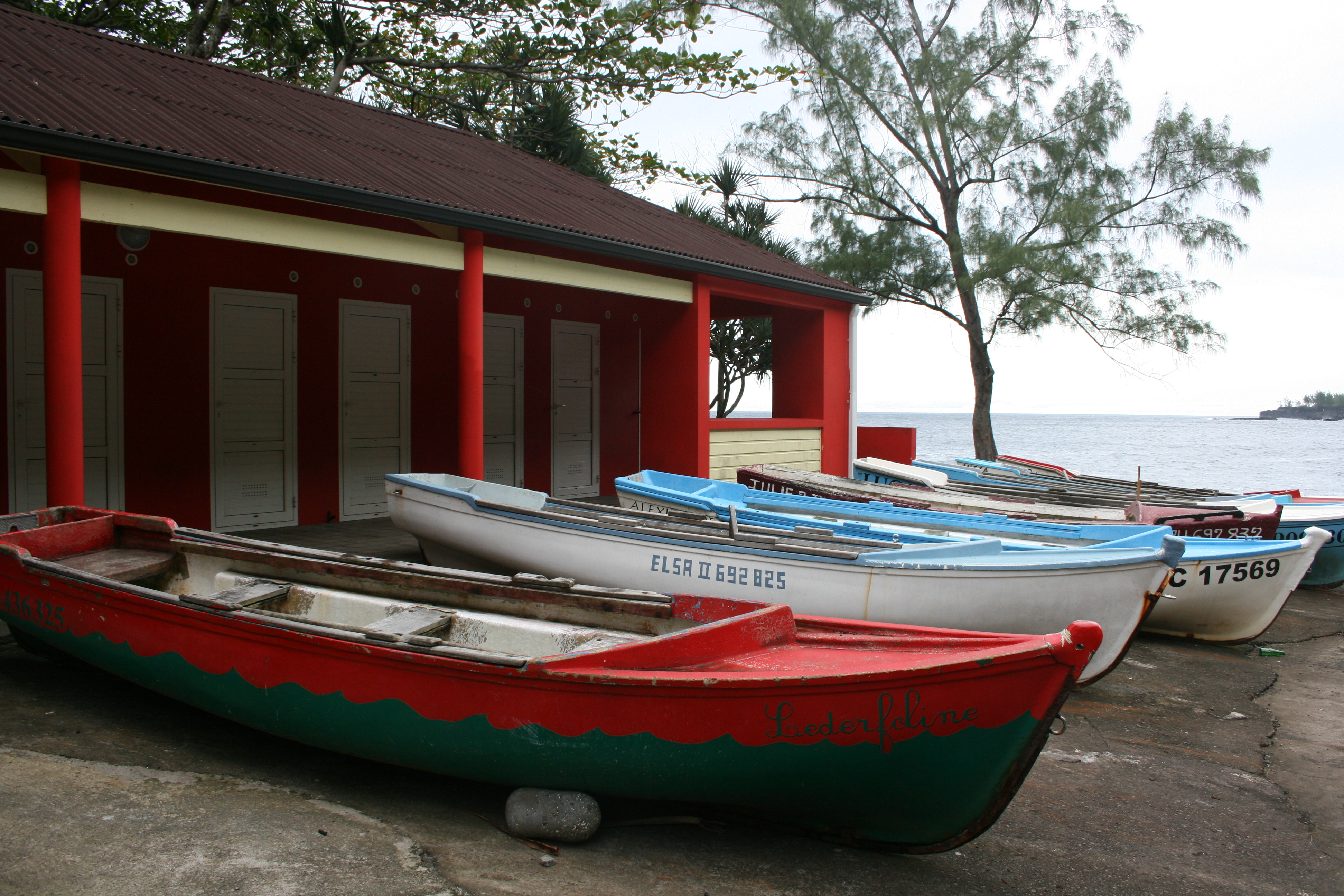
Vissersboten in Anse des Cascades
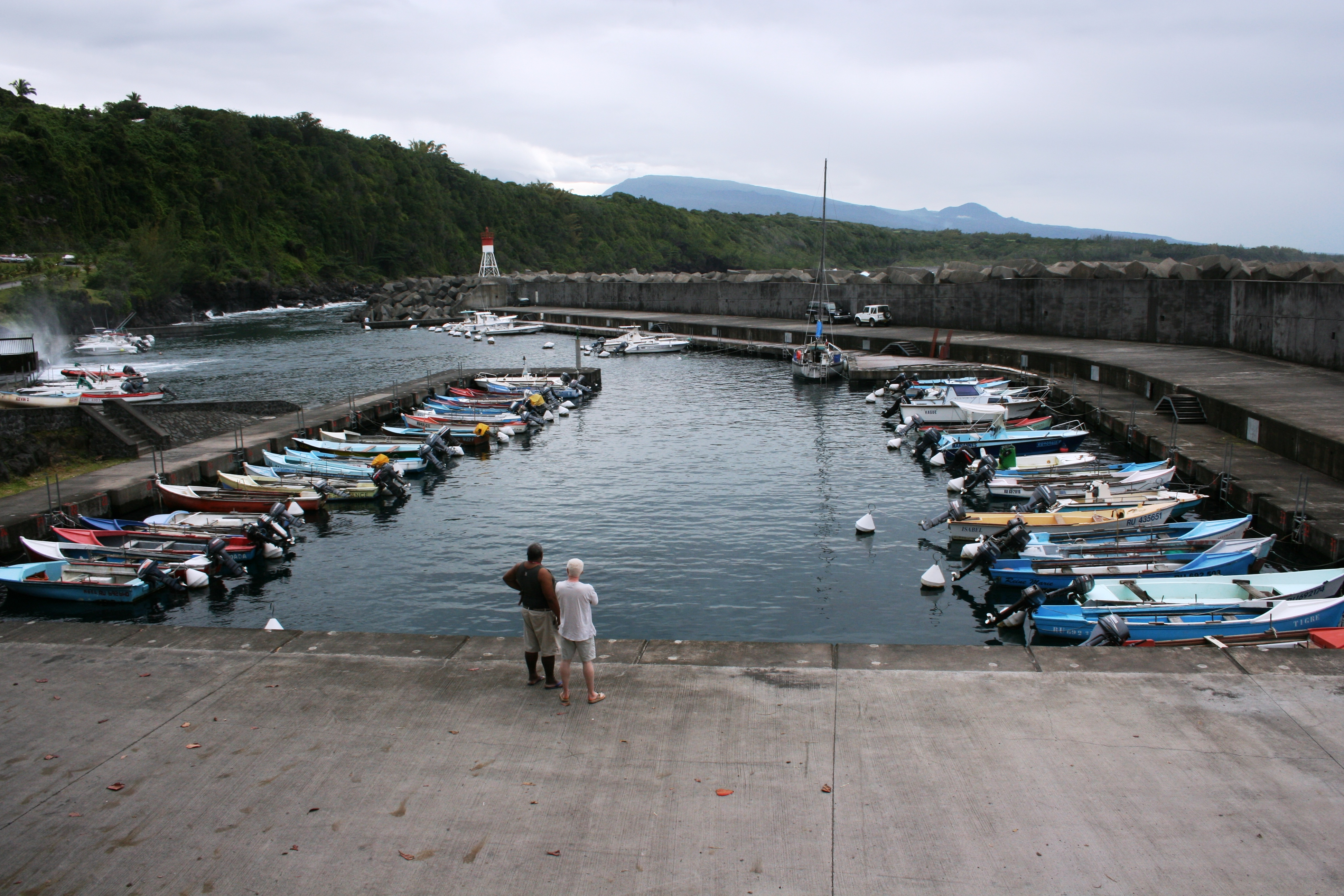
Haven van Sainte-Rose
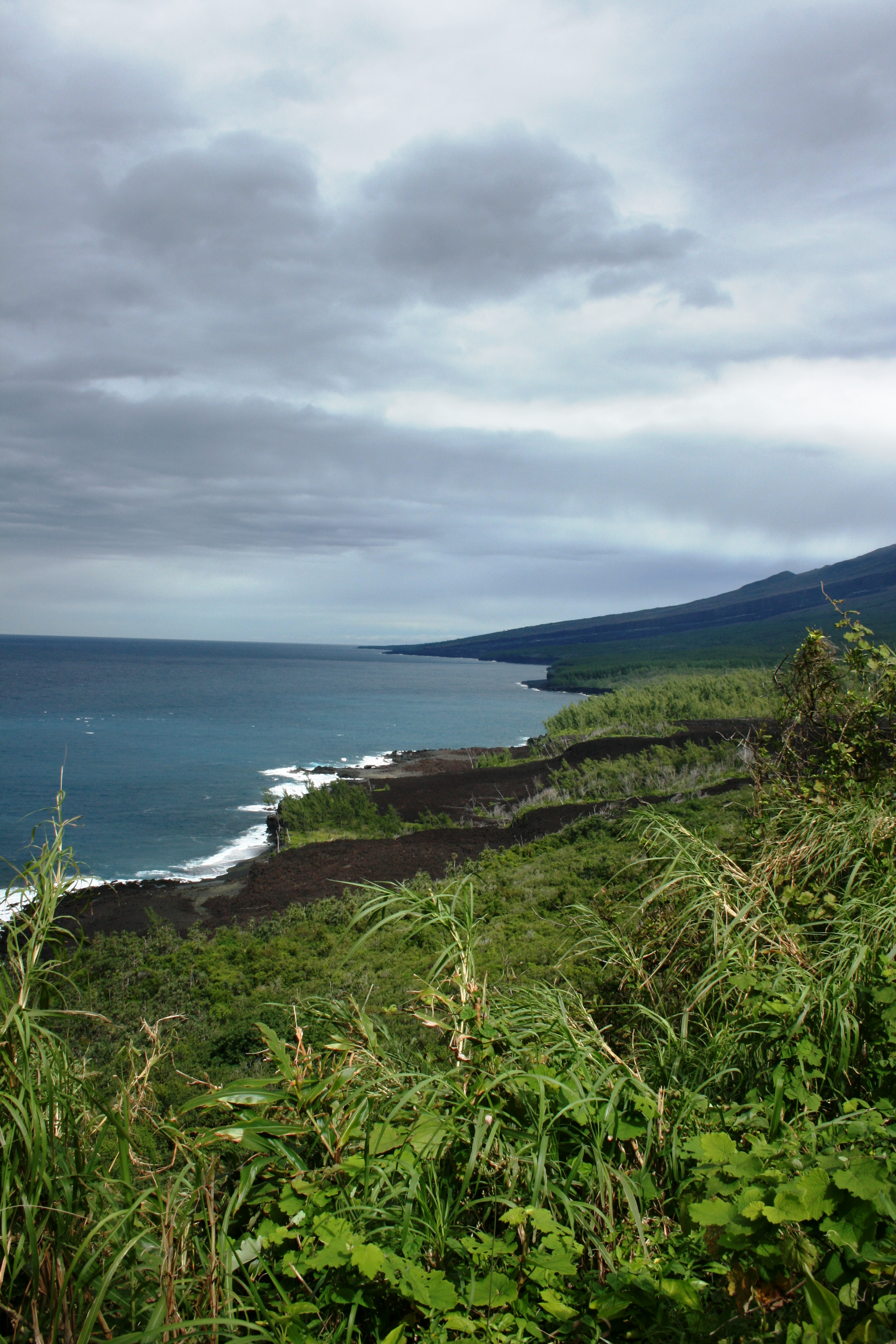
Het lavaveld Le Grand Brulé in het zuidoosten van de gemeente
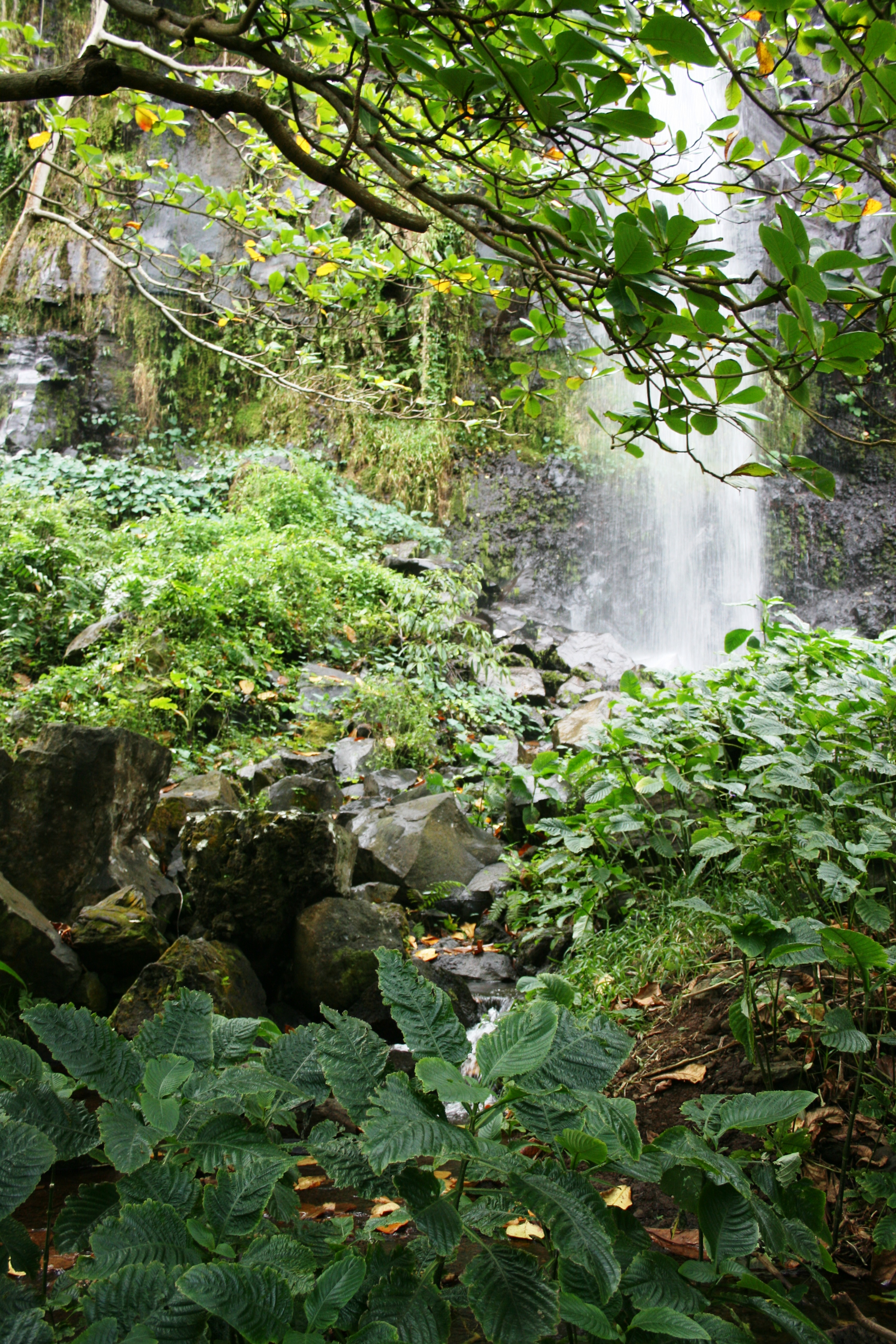
Waterval in Anse des Cascades